# Giacomo Perego
Giacomo Perego (Sartirana, 16 marzo 1951) è un ex calciatore italiano, di ruolo attaccante.

## Carriera
Cresciuto nel Monza, debutta tra i professionisti in Serie C nel 1969 con la Pro Patria. Sempre in Serie C gioca per una stagione al Treviso.
Nel 1971 approda in Serie B, prima riaccasandosi a Monza e poi nelle file del Lecco, trascorsi inframezzati da una fugace esperienza ad alto livello con la maglia della Juventus nella quale apparterà alla Serie A. Nel 1973 scende di categoria, con il Monza prima e Clodia Sottomarina, Udinese e Sant'Angelo poi.
Successivamente gioca nel neonato campionato di Serie C2 ancora con il Sant'Angelo, e poi con Padova e Mira.

## Palmarès

### Club

#### Competizioni nazionali
- Coppa Italia Semiprofessionisti: 2

Monza: 1973-1974
Padova: 1979-1980
- Campionato italiano Serie C2: 1

Padova: 1980-1981 (girone B)